# Cleônimo
Cleônimo (português brasileiro) ou Cleónimo (português europeu) (em grego: Κλεώνυμος; romaniz.: Kleốnumos) é o pai do rei ágida Leônidas II de Esparta, ele era filho do rei Cleômenes II. Reinou na viragem do século IV para o século III a.C.
Cleômenes tinha dois filhos, Acrótato e Cleônimo. Acrótato morreu antes de Cleômenes, e o próximo rei ágida passou a ser Areu I, filho de Acrótato.
Cleônimo ficou furioso por ter sido preterido por seu sobrinho Areu, e, para pacificá-lo, o éforos deram-lhe várias honras, como o comando do exército.
Cleônimo foi enviado à Itália para auxiliar a colônia espartana de Tarento, que estava em guerra com Lucânia e os romanos. Segundo Diodoro Sículo, ele agiu de forma indigna de Esparta, vivendo em luxo e escravizando os que confiaram nele.
Apesar de ter ganho o comando do exército, ele cometeu atos contra Esparta, trazendo Pirro, rei do Epiro, para invadir a Lacônia.
Outro motivo para a traição de Cleônimo, segundo Plutarco, foi porque ele tinha uma jovem mulher, Quilônis filha de Leotíquides (o texto não dá mais detalhes; há vários espartanos com este nome), mas esta preferia Acrótato, filho do rei Areu I.